# Post Pop Depression
Post Pop Depression är ett musikalbum av Iggy Pop som utgavs 2016 av skivbolaget Loma Vista Recordings. Det är Iggy Pops sjuttonde studioalbum och producerades av Josh Homme som också medverkar som musiker på albumet. Matt Helders från Arctic Monkeys spelar trummor på albumet.
Med albumet återvänder Iggy Pop till rockmusiken efter att ha gett ut de för honom okaraktäristiska albumen Préliminaires och Après där han tolkade amerikanska standards, jazzmusik och chansons. Post Pop Depression kom att bli hans framgångsrikaste skiva på många år, både hos musikkritiker och hos skivpubliken.

## Låtlista
1. "Break into Your Heart" - 3:54
2. "Gardenia" - 4:14
3. "American Valhalla" - 4:38
4. "In the Lobby" - 4:14
5. "Sunday" - 6:06
6. "Vulture" - 3:15
7. "German Days" - 4:47
8. "Chocolate Drops" - 3:58
9. "Paraguay" - 6:25

## Listplaceringar
- Billboard 200, USA: #17[2]
- UK Albums Chart, Storbritannien: #5[3]
- Australien: #7[4]
- Frankrike: #4[5]
- Nederländerna: #4[6]
- Österrike: #5[7]
- Italien: #18[8]
- Finland: #3[9]
- Danmark: #17[10]
- VG-lista, Norge: #10[11]
- Sverigetopplistan, Sverige: #13[12]